# Onthophagus ptox
Onthophagus ptox es una especie de insecto del género Onthophagus, familia Scarabaeidae, orden Coleoptera.

Fue descrita científicamente por Erichson en 1847.